# Alsterdorfer Sporthalle
El Alsterdorfer Sporthalle es un estadio cubierto en Hamburgo, Alemania. Inaugurado en 1968, está localizado en el cuarto (villa) de la ciudad de Winterhude. Se usa principalmente para eventos deportivos a puerta cerrada, conciertos pop/rock y eventos comerciales. Alsterdorfer Sporthalle tiene una capacidad de 7000 personas y 4200 asientos.